# Stenus zunicus
Stenus zunicus är en skalbaggsart som beskrevs av Thomas Casey. Stenus zunicus ingår i släktet Stenus och familjen kortvingar. Inga underarter finns listade i Catalogue of Life.